# Шпичастий шов
Шпичастий шов — це різновид безвузлових хірургічних швів із використанням особливої нитки на поверхні якої є зазубні. Під час зшивання тканини ці маленькі зубчики проникають усередину тканини та фіксують її на місці, усуваючи потребу у вузлах для зав'язування шва. Звичайні хірургічні шви «залежать» від здатності хірурга вірно (у тому числі, і надійно) зав'язувати вузли; у деяких хірургічних ситуаціях безвузлові шви є альтернативою. Шпичасті нитки в основному використовуються в косметичній хірургії.
Останніми роками[коли?] спостерігалося все більше використання шпичастих швів, особливо в малоінвазивних і лапароскопічних процедурах, де вони можуть скоротити час операції та підвищити хірургічну ефективність. Однак мало відомо про побічні ефекти, пов'язані з цими новими матеріалами, і виникли занепокоєння щодо їх безпеки в певних процедурах. Незважаючи на те, що зазубрені шви є привабливим засобом для легшого та швидшого лапароскопічного зшивання, їх слід обережно використовувати під час інфрамезоколічної хірургії, а кінець шва відрізати та «закопувати», щоб уникнути випадкового прикріплення до тонкої кишки чи її брижі. що може призвести до непрохідності тонкої кишки в ранньому післяопераційному періоді. Дослідження на тваринах із шпичастими нитками (Barbed Glycomer™ 631) продемонструвало більшу когезію, відсутність ускладнень і вищу міцність шва порівняно з V-LOC™ 90 Absorbable Wound Closure Device.